# Pierre Caroli
Pierre Caroli (* um 1480 in Rozay-en-Brie; † um 1550 vermutlich in Metz) war ein französischer Theologieprofessor, Pfarrer und Reformator.

## Leben

### Werdegang in Frankreich
Pierre Caroli studierte an der Universität Paris und promovierte 1520 zum Dr. theol. Während des Studiums wurde er durch den Humanisten Jacques Lefèvre d’Étaples, der auch durch den König Franz I. gefördert wurde, beeinflusst und war ein Anhänger von dessen Denkschule Cenacle of Meaux, die auch vom Bischof Guillaume Briçonnet unterstützt wurde. Nach den Ideen der Denkschule, vertrat diese die Ansicht, dass den einfachen Gläubigen die Möglichkeit gegeben werden sollte, die Bibel selbst zu lesen oder sich vorlesen zu lassen und deren Wortlaut, ohne die Vermittlung der katholischen Geistlichkeit und deren Deutungshoheit, auszulegen.
Nach seinem Studium lehrte er einige Jahre als Professor an der Sorbonne in Paris. Er begann Ende März 1524 in der Paulskirche in Paris in einer Predigt mit der Auslegung der französischen Übersetzung des Briefes an die Römer. An der Sorbonne wurde er daraufhin gebeten, nicht mehr öffentlich zu predigen, und er wurde im September 1524 zu seinen Thesen befragt. Am 24. Januar 1525 erfolgte ein Hinweis auf eine mögliche Exkommunikation und am 13. Februar 1525 wurde ihm untersagt, weiterhin Theologieunterricht am Collège de Cambrai in Paris zu halten, in dem er den Davidpsalm erklärt hatte. Nachdem der König während der Schlacht bei Pavia gefangen genommen worden war, befürchteten Jacques Lefèvre d’Étaples, dessen Schüler Gérard Roussel und Pierre Caroli die fehlende königliche Rückendeckung und flüchteten aus Paris.
Nachdem Pierre Caroli sich an verschiedenen Orten aufgehalten hatte, nahm die Schwester des Königs, Marguerite de Navarre, später seine Dienste in Anspruch und gab ihm 1530 eine Stelle in einer Pfarrei in Alencon in der Normandie. Nach der Plakataffäre im Oktober 1534 verschärften sich die Unterdrückungsmaßnahmen gegen die Protestanten in Frankreich, und er flüchtete zur gleichen Zeit wie Johannes Calvin in die Schweiz.

### Aufenthalt in der Schweiz und Frankreich
Als Glaubensflüchtling gelangte Pierre Caroli 1535 nach Genf und schloss sich dort Guillaume Farel an. Von da ging an die Universität Basel, studierte Hebräisch und freundete sich in dieser Zeit mit Simon Grynaeus und Oswald Myconius an.
Caroli nahm vom 1. bis 8. Oktober 1536 in Lausanne an einer Disputation teil und verteidigte die reformatorischen Thesen. An der Disputation, die auf Anordnung Berns abgehalten wurde, nahmen unter anderem neben Niklaus von Wattenwyl, Peter Fabri, Peter Cyro sowie Girard Grand und auf der evangelischen Seite Pierre Viret, Guillaume Farel und Johannes Calvin teil; gemeinsam konnten sie die Einführung der Reformation in Lausanne durchsetzen. Von Bern wurde Caroli wegen seiner Beteiligung an der Disputation noch 1536 zum ersten reformierten Pfarrer von Lausanne ernannt und erhielt auch den Auftrag an der Theologischen Fakultät der 1537 errichteten Académie de Lausanne zu lehren.
Caroli geriet wegen eines an die Toten gerichteten Gebets, die Wiederkunft Christi voranzutreiben, in Konflikt mit Johannes Calvin und Guillaume Farel, die er des Arianismus bezichtigte. Dies führte in der Folge zu seiner Flucht nach Lyon und dann nach Avignon, wo er mit dem Bischof von Carpentras, Jacopo Sadoleto in Kontakt stand; aber er liess hierbei seine Frau zurück. Nachdem er dem reformierten Glauben abgeschworen hatte, schrieb er einen Brief an Genf und forderte die Bürger auf, die Reformation zu verlassen. Allerdings predigte er 1537 in Montpellier erneut die Rechtfertigung durch die Gnade, worauf er aus Frankreich verbannt wurde.
Nach seiner Verbannung erschien er 1539 in Neuenburg, wo er sich im Juli mit den schweizerischen Protestanten versöhnte, wobei Johannes Calvin Guillaume Farel vorwarf, dass er zu nachsichtig mit Caroli umgegangen war.

### Rückkehr nach Frankreich
Trotz der Aussöhnung erhielt Pierre Caroli jedoch keine neue Pfarrerstelle und zog darauf verbittert nach Metz und führte heftige Attacken gegen Guillaume Farel und Johannes Calvin. Zu Pfingsten 1543 sollte es in Metz zu einem Streitgespräch zwischen Johannes Calvin, Guillaume Farel und ihm kommen, allerdings fand dieses nicht statt. Er kehrte daraufhin nach Paris zurück und söhnte sich mit der Sorbonne aus.
1545 veröffentlichte er seine Publikation Refutatio blasphemiae Farellistarum in sacrosanctam Trinitatem, in der er seine Thesen gegen Guillaume Farel, Johannes Calvin und Pierre Viret vorstellte. Johannes Calvin antwortete darauf mit seiner Verteidigungsschrift Pro G. Farello et collegis eius, adversus Petri Caroli theologastri calumnias, defensio Nicolai Gallasii.
Über den weiteren Lebensweg von Pierre Caroli nach 1545 ist nichts bekannt.

### Familie
Pierre Caroli war seit 1536 mit einer Tochter des Meisters Jehan, Eisenwarenhändler in Neuenburg, verheiratet.

## Schriften (Auswahl)
- Une epistre de Maistre Pierre Caroly docteur de la Sorbone de Paris, faicte en forme de deffiance, et envoiée à Maistre Guillaume Farel serviteur de Jesus Christ et de son Eglise, avec la response. Par Jehan Girard, A Geneve 1543.
- Refutatio blasphemiae Farellistarum in sacrosanctam Trinitatem. Typis J. Palier et Parisiis apud V. Goltherot, 1545.